# عقد مجاورة للفقار

مخطط للعصب الشوكي والعقد الودية.
أعصاب: 1- حسية. 2- حركية.
3- نخاع شوكي. 4- المادة البيضاء. 5-المادة الرمادية.
جذور العصب الشوكي: 6- بطني. 7- ظهري، 8- عقدة الجذر الظهري. 9- عصب شوكي.
تفرعات: 10- ظهري. 11- بطني. 12- فرع موصل. 13 أبيض. 14-رمادي.
15- جذع ودي. 16- تفرع بين عقدي أبيض. 17- عقد مجاورة للفقار. 18- عقد قبل الفقار.

العقد المجاورة للفقرات أو عقد الجذع الودي أو سلسلة العقد الودية
هي مجموعة من العقد على طول الجذع الودي، تُميَّز هذه العقد إلى عقد: رقبية، صدرية، قطنية، وعجزية. باستثناء العقد الرقبية، يتوافق عدد العقد الودية تقريبا مع عدد الفقرات.

## التوزع
فقط الفقرات الرقبية التي تملك أسماء (علوية، متوسطة، سفلية). وتتوزع العقد كما يلي:
- العقد الرقبية: 3 عقد
- العقد الصدرية: 12 عقد
- العقد القطنبة: 4 عقد
- العقد العجزية: 4-5 عقد